# 10 december
10 december is de 344ste dag van het jaar (345ste dag in een schrikkeljaar) in de gregoriaanse kalender. Hierna volgen nog 21 dagen tot het einde van het jaar.

## Gebeurtenissen
- Algemeen
  - 1711 - De vulkaan Awu op het Indonesische eiland Sangir barst gedurende zes dagen uit en maakt naar schatting 3.000 slachtoffers.[1]
  - 1777 - Joseph-Jean-François graaf de Ferraris overhandigt zijn Grote Atlas, de eerste atlas van België, aan keizer Jozef II.[1]
  - 1901 - De eerste Nobelprijs wordt uitgereikt.[1]
  - 1906 - Theodore Roosevelt krijgt de Nobelprijs voor de Vrede.
  - 1953 - Dr. Albert Schweitzer krijgt de Nobelprijs voor de Vrede.
  - 1975 - Andrej Sacharov krijgt de Nobelprijs voor de Vrede. Zijn echtgenote, Jelena Bonner, neemt de prijs in ontvangst.
  - 1978 - Menachem Begin en Anwar Sadat krijgen de Nobelprijs voor de Vrede.
  - 1983 - Lech Wałęsa krijgt de Nobelprijs voor de Vrede. Zijn echtgenote neemt de prijs in ontvangst.
  - 1984 - Desmond Tutu krijgt de Nobelprijs voor de Vrede.
  - 1986 - Elie Wiesel krijgt de Nobelprijs voor de Vrede.
  - 2009 - Barack Obama krijgt de Nobelprijs voor de Vrede.
  - 2016 - Juan Manuel Santos krijgt de Nobelprijs voor de Vrede. Zanger Bob Dylan krijgt de Nobelprijs voor Literatuur. De Nederlandse wetenschapper Ben Feringa krijgt de Nobelprijs voor Scheikunde.
  - 2016 - Bij een dubbele bomaanslag buiten het stadion van de Turkse voetbalclub Besiktas in Istanboel komen 38 mensen om het leven en raken meer dan 150 mensen gewond.[2]
  - 2021 - In het zuiden van Mexico komen 53 illegale migranten om het leven en meer dan 100 mensen raken gewond als er een ongeluk gebeurt met hun vrachtvragen.[3]
  - 2021 - Bij werkzaamheden aan een weg in Den Bosch worden 66 granaten, mogelijk uit de Tweede Wereldoorlog, aangetroffen. De Explosieven Opruimingsdienst Defensie wordt ingezet om de granaten te ontmantelen en tot ontploffing brengen.[4]
  - 2021 - Mpanzu Bamenga, gemeenteraadslid uit Eindhoven en burgeractivist wint de jaarlijkse prijs van het College voor de Rechten van de Mens vanwege zijn strijd tegen etnisch profileren door de Koninklijke Marechaussee.[5]

- Infrastructuur
  - 1997 - Inhuldiging van de HST-lijn Brussel - Parijs. Voor de eerste maal overschrijdt een trein, de Thalys, een Europese grens met een snelheid van 300 km/h.

- Kunst en cultuur
  - 2021 - Een zeldzame eerste druk van de Engelse uitgave van het boek Harry Potter en de Steen der Wijzen van de Britse schrijfster J.K. Rowling heeft bij een veiling 471.000 dollar (417.000 euro) opgebracht.[6]

- Media
  - 2015 - Giel Beelen onderbreekt in zijn radioprogramma een optreden van MainStreet omdat de boyband, volgens hem, niet goed genoeg zingt. "Dit was gewoon niet goed jongens.", aldus Beelen live in de uitzending.[7]

- Oorlog
  - 1898 - In Parijs wordt een verdrag getekend waarmee officieel een einde komt aan de oorlog tussen Spanje en de Verenigde Staten.[1]
  - 1941 - Japanse troepen landen in de Filipijnen, bezetten Guam, en brengen de Britse schepen HMS Prince of Wales en HMS Repulse tot zinken.[1]

- Politiek
  - 1665 - Mede op initiatief van raadpensionaris Johan de Witt en luitenant-admiraal Michiel de Ruyter komt het Korps Mariniers tot stand.[1]
  - 1817 - Mississippi wordt de 20ste staat van de Verenigde Staten.[8]
  - 1869 - Vrouwenkiesrecht ingevoerd in Wyoming.
  - 1945 - Nederland wordt lid van de Verenigde Naties.[1]
  - 1948 - De Algemene Vergadering van de Verenigde Naties neemt de Universele Verklaring van de Rechten van de Mens aan.[1]
  - 1991 - Tijdens de Europese Top in Maastricht komt na moeizame onderhandelingen toch een akkoord tot stand. Waaronder de invoering van de euro.
  - 1996 - Jerry Rawlings roept zichzelf uit tot winnaar van de presidentsverkiezingen in Ghana, twee dagen na de stembusgang in het West-Afrikaanse land.
  - 2003 - De Nederlandse oud-premier Wim Kok ontvangt van de universiteit van Münster (faculteit der filosofie) een eredoctoraat vanwege zijn verdiensten voor de Nederlands-Duitse betrekkingen, en voor het aanzien van Nederland in het buitenland.
  - 2021 - Bij monde van burgemeester Aboutaleb biedt het college van B & W van de gemeente Rotterdam excuses aan voor de deelname van meerdere Rotterdamse bestuurscolleges aan het systeem van kolonialisme en slavernij vanaf 1600.[9]
  - 2021 - Het parlement van de Servische Republiek stemt voor een motie van afscheiding van het leger, het belastingstelsel, justitie en de veiligheidsdiensten van Bosnië.[10]
  - 2023 - In Buenos Aires (Argentinië) wordt de nieuwe president Javier Milei beëdigd.[11]

- Sport
  - 1885 - ASR Nereus wordt opgericht te Amsterdam.
  - 1999 - Michael Klim verbetert in Canberra zijn eigen wereldrecord op de 100 meter vlinderslag tot 52,03.
  - 1999 - Zwemster Therese Alshammar scherpt bij de Europese kampioenschappen in Lissabon het wereldrecord op de 100 meter vrije slag kortebaan (25 meter) aan tot 52,80. De mondiale toptijd was met 53,01 in handen van Jingyi Le.
  - 2006 - Opening van de MDCC-Arena, een voetbalstadion in de Duitse stad Maagdenburg.
  - 2017 - Voetbaltrainers Peter Bosz bij Borussia Dortmund en Albert Stuivenberg bij Racing Genk worden ontslagen bij hun club.
  - 2023 - Bij de Europese kampioenschappen kortebaanzwemmen in Otopeni (Roemenië) wint de Nederlandse Tessa Giele goud op de 50 meter vlinderslag. De Griekse Anna Ntountounaki is even snel en krijgt ook goud. Het brons is er voor Sara Junevik uit Zweden.[12]
  - 2023 - De Italiaanse gemengde estafetteploeg grijpt de titel op de 4x50 meter wisselslag bij de Europese kampioenschappen kortebaanzwemmen in Otopeni (Roemenië). De Franse ploeg wordt tweede en de Nederlandse ploeg met Kira Toussaint, Caspar Corbeau, Tessa Giele en Kenzo Simons wordt derde.[12]
- Wetenschap en technologie
  - 1799 - Als eerste land ter wereld voert Frankrijk het metrisch stelsel in.[1]
  - 1901 - De eerste Nobelprijs wordt uitgereikt.
  - 1926 - Edmund Germer krijgt octrooi op de fluorescentielamp (tl-lamp).
  - 1977 - De Sovjet-Unie lanceert de kosmonauten Joeri Romanenko en Georgi Gretsjko naar het ruimtestation Saljoet 6 waar zij een missie met een lange duur moeten gaan volbrengen.[13]
  - 1988 - Amerikaanse astronomen ontdekken voor het eerst een planeet buiten het zonnestelsel.
  - 2001 - Ontdekking van Autonoe, een maan van Jupiter, door Scott S. Sheppard, David C. Jewitt en Jan T. Kleyna op het Mauna Kea-observatorium (Hawaï).[14]
  - 2023 - Lancering met een Lange Mars 2D raket van China Aerospace Science Corporation (CASC) vanaf lanceerbasis Xichang LC-3 van de Yaogan 39 Group 05 missie met drie Chinese spionagesatellieten.[15]

## Geboren

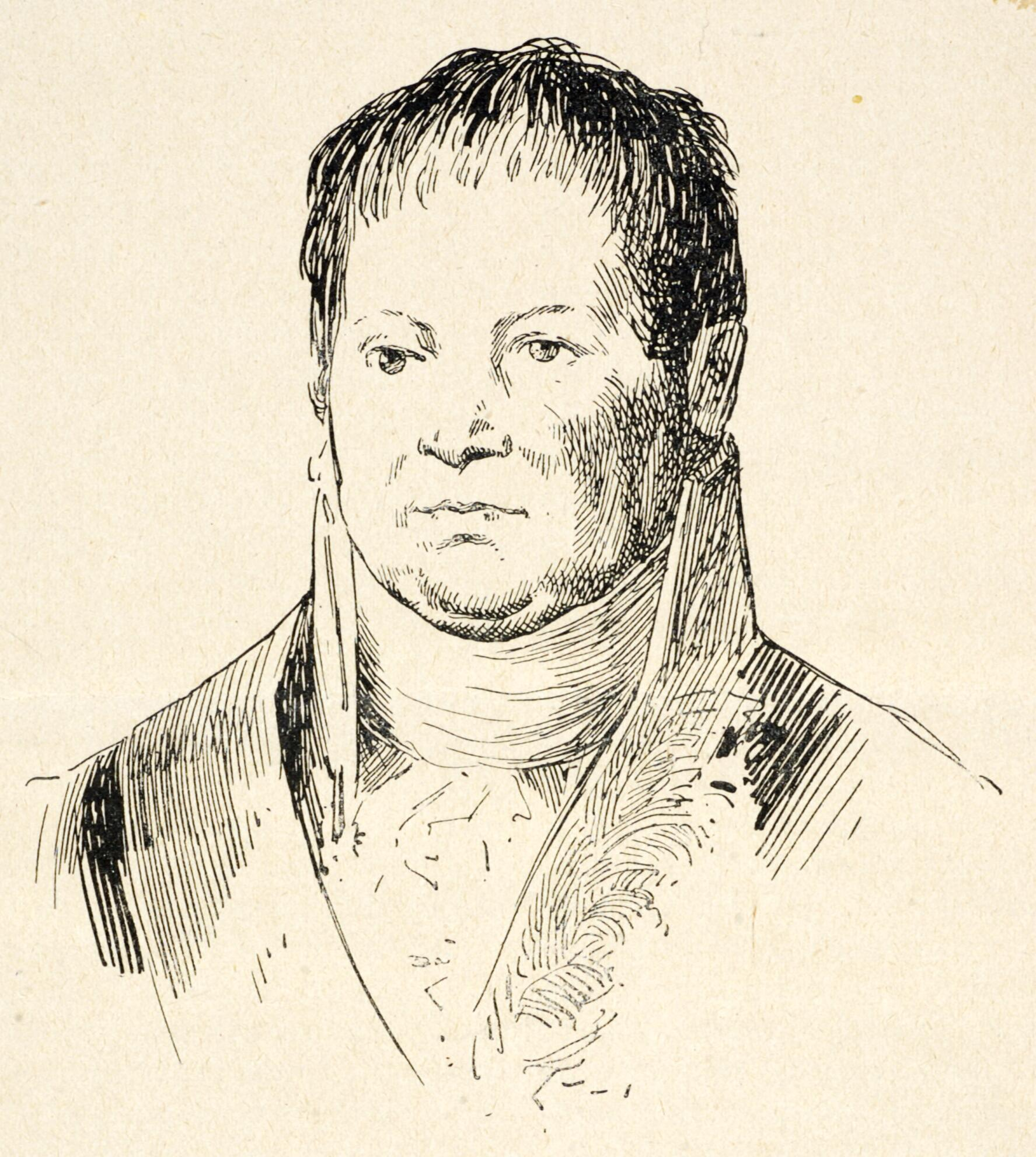
Alexander Gogel,
geboren in 1765

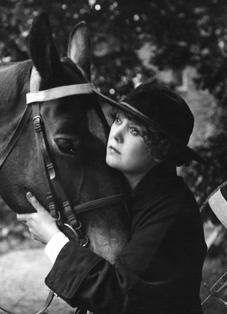
Annie Bos,
geboren in 1886

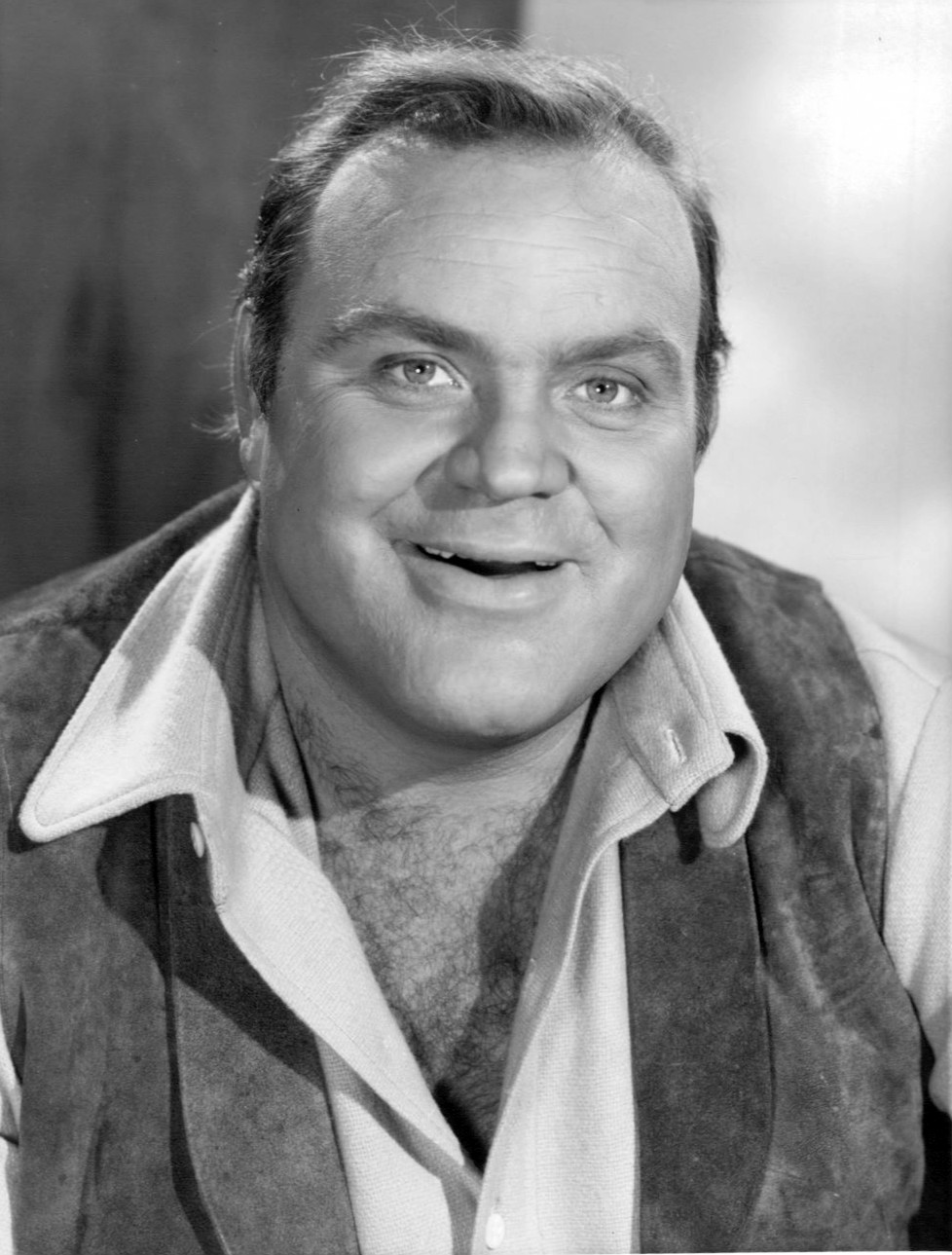
Dan Blocker,
geboren in 1928

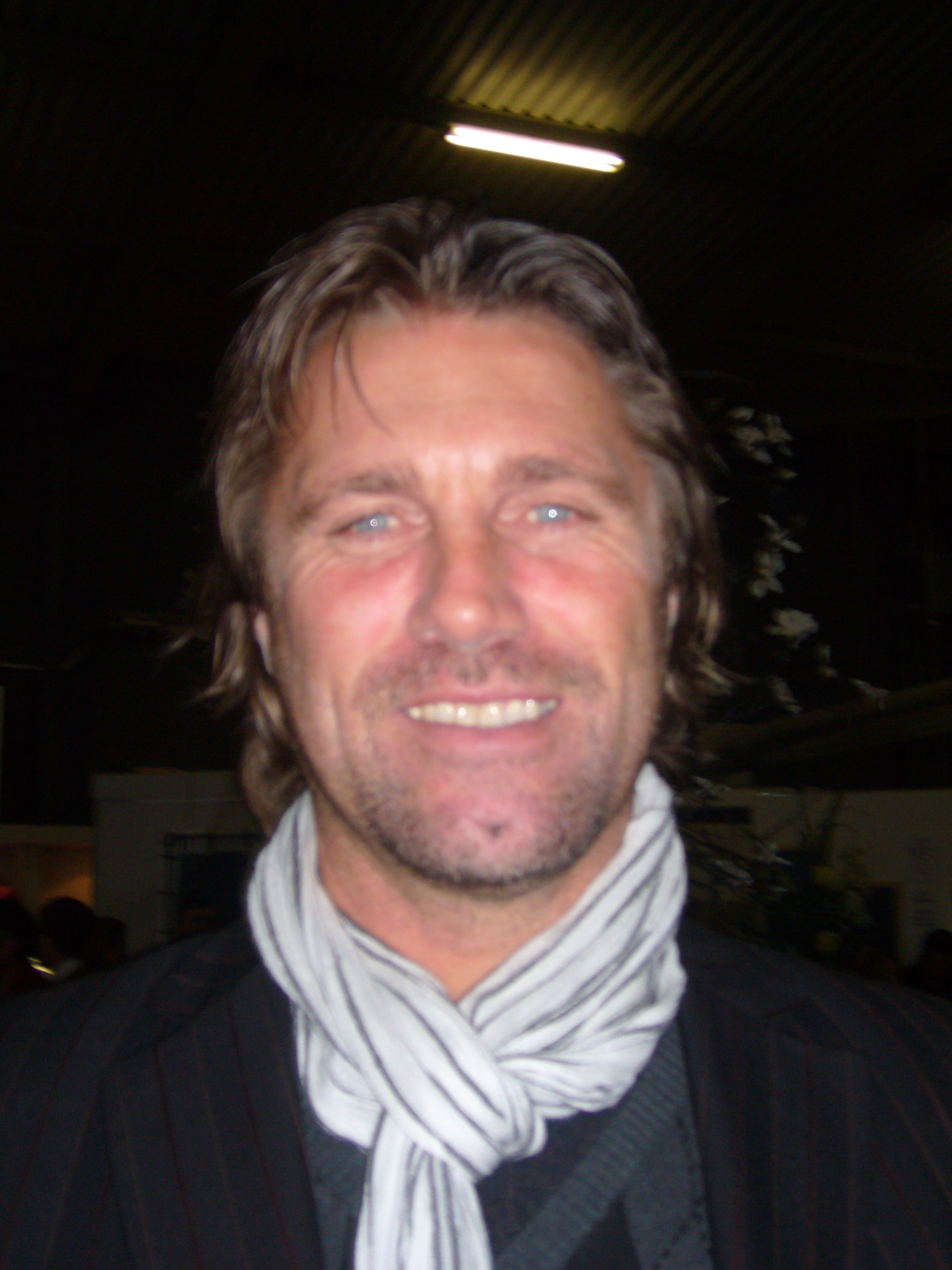
John de Wolf,
geboren in 1962

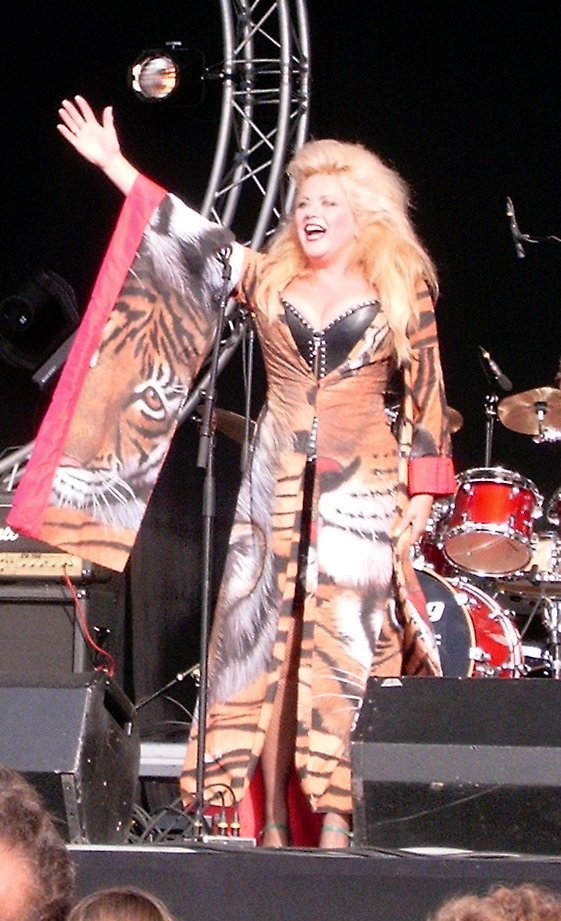
Mieke Stemerdink,
geboren in 1963

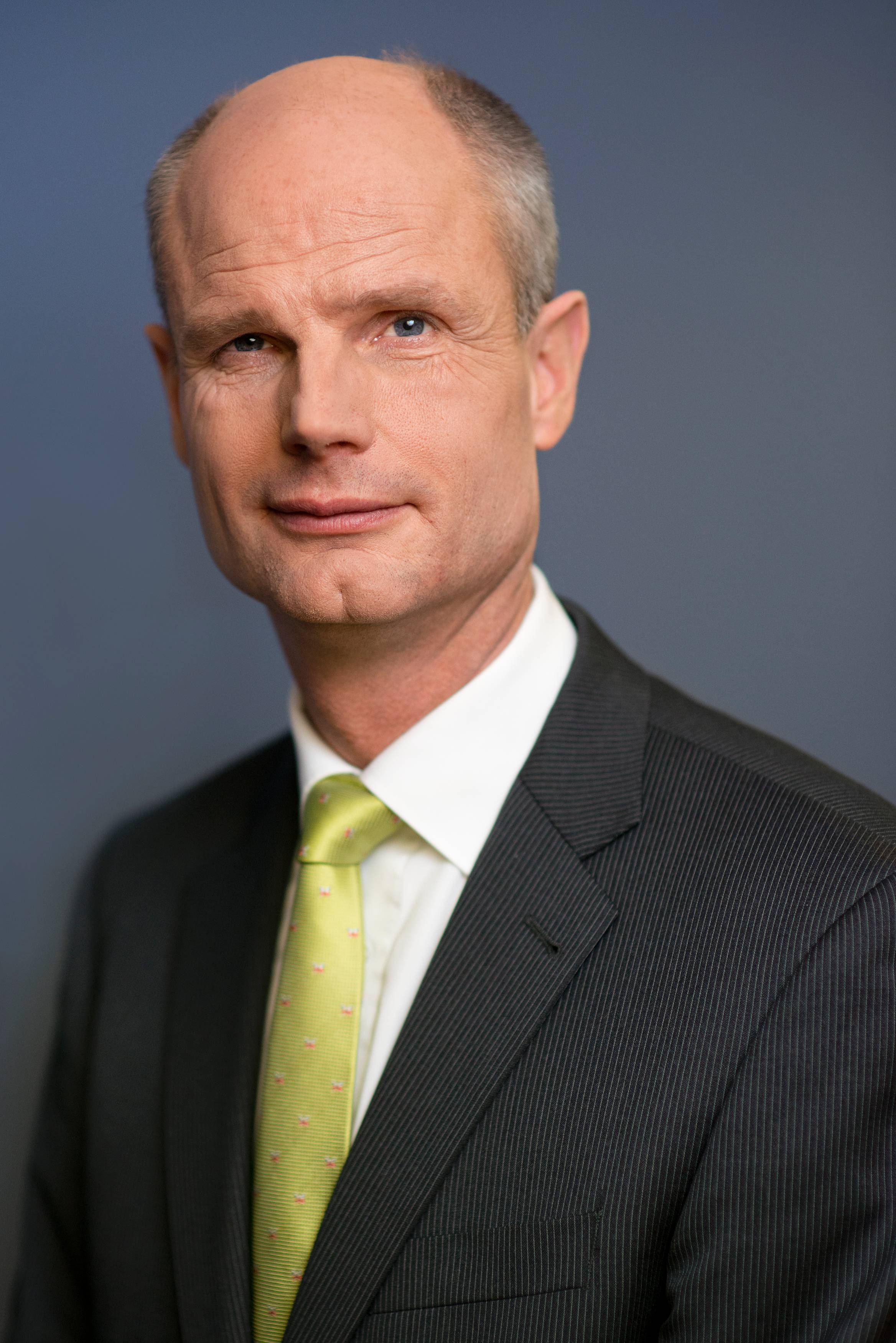
Stef Blok,
geboren in 1964

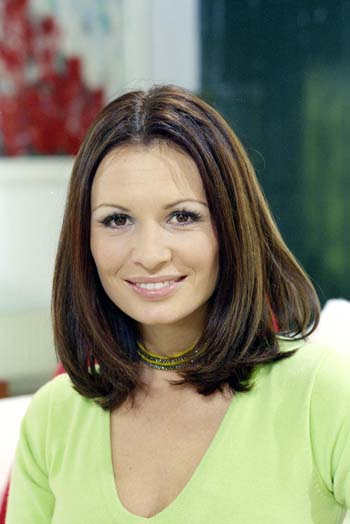
Leontine Ruiters,
geboren in 1967

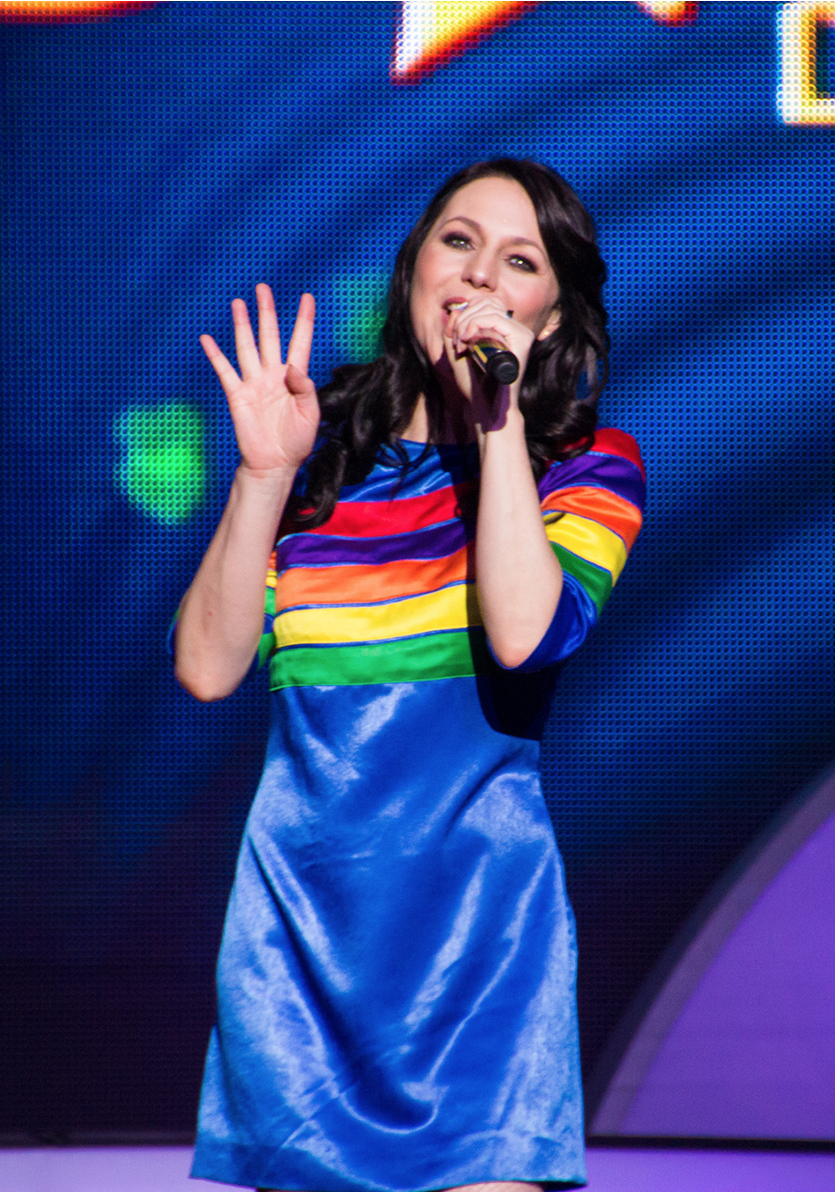
Kristel Verbeke,
geboren in 1975

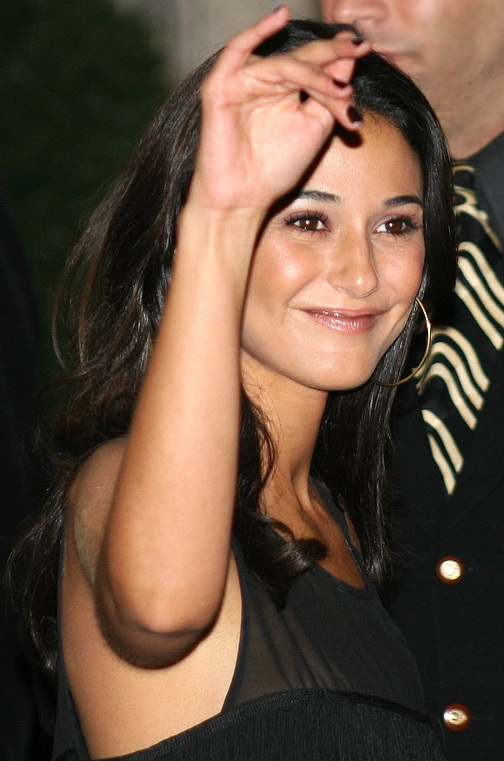
Emmanuelle Chriqui,
geboren in 1977

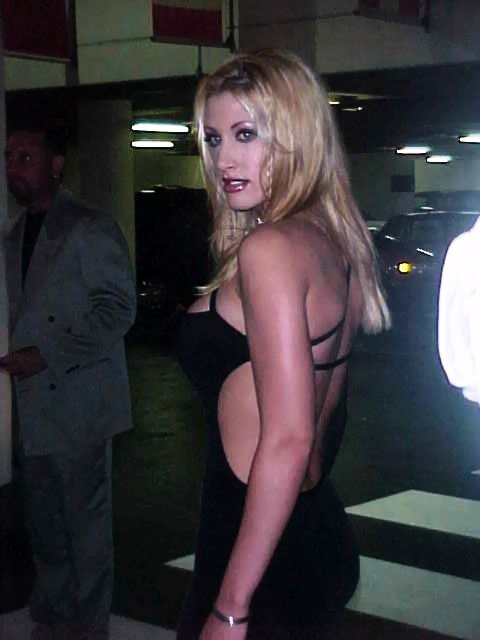
Alexa Rae,
geboren in 1980

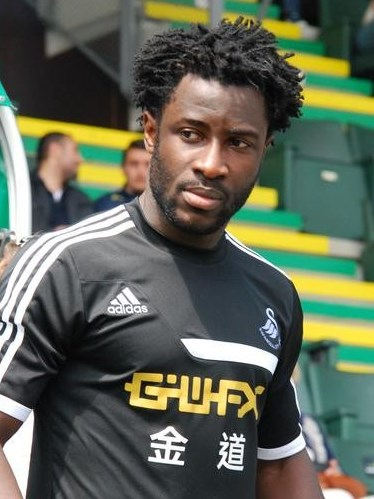
Wilfried Bony,
geboren in 1988

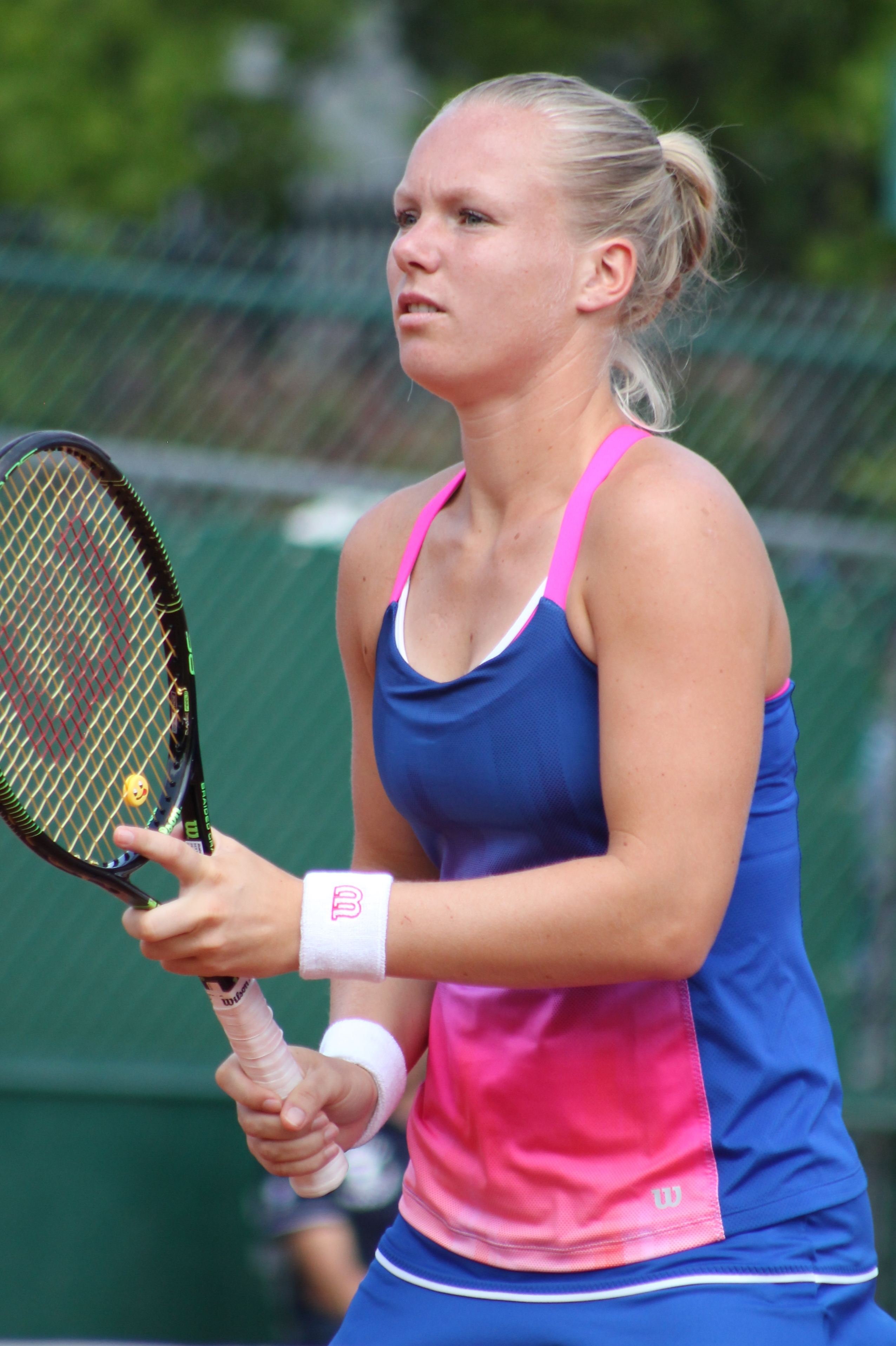
Kiki Bertens,
geboren in 1991

- 1610 - Adriaen Hendricx, Nederlands schilder en graveur (overleden 1685)
- 1631 - Jean Baptiste de Champaigne, Zuid-Nederlandse kunstschilder (overleden 1681)
- 1699 - Christiaan VI van Denemarken, koning van Denemarken en Noorwegen (overleden 1746)
- 1748 - Christoph Friedrich Bretzner, Duits toneelschrijver, librettist en zakenman (overleden 1807)
- 1765 - Alexander Gogel, Nederlands staatsman en minister aan het einde van de 18e en het begin van de 19e eeuw. (overleden 1821)
- 1787 - Thomas Hopkins Gallaudet, Amerikaans docent (overleden 1851)
- 1791 - Henricus Turken, Nederlands kunstenaar (overleden 1856)
- 1798 - George Fletcher Moore, vooraanstaand pionier in koloniaal West-Australië (overleden 1886)
- 1804 - Carl Jacobi, Duits wiskundige (overleden 1851)
- 1815 - Ada Lovelace, Brits wiskundige (overleden 1852)
- 1818 - František Ladislav Rieger, Tsjechisch politicus (overleden 1903)
- 1822 - César Franck, Belgisch componist en organist (overleden 1890)
- 1830 - Emily Dickinson, Amerikaans dichteres (overleden 1886)
- 1832 - Antoon Stillemans, Belgisch bisschop van Gent (overleden 1916)
- 1841 - Joseph Blackburne, Brits schaker (overleden 1924)
- 1850 - Jennie Augusta Brownscombe, Amerikaans kunstschilder en illustrator (overleden 1936)
- 1851 - Melvil Dewey, Amerikaans bibliothecaris (overleden 1931)
- 1851 - Alfred Ronner, Belgisch kunstenaar (overleden 1901)
- 1866 - Louis Bolk, Nederlands anatoom en embryoloog (overleden 1930)
- 1870 - Adolf Loos, Oostenrijks architect (overleden 1933)
- 1879 - Ernest Shepard, Engels boekillustrator (overleden 1976)
- 1882 - Otto Neurath, Oostenrijks filosoof en marxist (overleden 1945)
- 1883 - Giovanni Messe, Italiaans generaal en politicus (overleden 1968)
- 1884 - Juan Posadas, Filipijns bestuurder en burgemeester van Manilla (overleden 1940)
- 1886 - Annie Bos, Nederlands actrice (overleden 1975)
- 1891 - Nelly Sachs, Duits-Zweeds schrijfster (overleden 1970)
- 1894 - Gertrud Kolmar, Duits dichteres (overleden 1943)
- 1901 - Franz Fischer, Duits oorlogsmisdadiger (overleden 1989)
- 1903 - Una Merkel, Amerikaans actrice (overleden 1986)
- 1904 - Gé Dekker, Nederlands zwemmer (overleden 1995)
- 1907 - Lucien Laurent, Frans voetballer (overleden 2005)
- 1908 - Olivier Messiaen, Frans componist en organist (overleden 1992)
- 1908 - Arnold van Ruler, Nederlands predikant en theoloog (overleden 1970)
- 1910 - Sidney Fox, Amerikaans actrice (overleden 1942)
- 1912 - Rien van Nunen, Nederlands acteur (overleden 1975)
- 1914 - Dorothy Lamour, Amerikaans actrice en zangeres (overleden 1996)
- 1916 - Alfredo Ripstein, Mexicaans regisseur (overleden 2007)
- 1917 - Pedro Elias Zadunaisky, Argentijns astronoom en wiskundige (overleden 2009)
- 1918 - Jeu van Bun, Nederlands voetballer (overleden 2002)
- 1920 - Ragnhild Hveger, Deens zwemster (overleden 2011)
- 1920 - Clarice Lispector, Braziliaans schrijfster en journaliste (overleden 1977)
- 1920 - Reginald Rose, Amerikaans scenarioschrijver (overleden 2002)[16]
- 1922 - George Knobel, Nederlands voetbaltrainer (overleden 2012)
- 1923 - Lucía Hiriart de Pinochet, Chileens presidentsvrouw; weduwe van Augusto Pinochet (overleden 2021)
- 1924 - Ken Albers, Amerikaans zanger (overleden 2007)
- 1926 - Nikolaj Tisjtsjenko, Russisch voetballer (overleden 1981)
- 1927 - Anthony Coburn, Australisch scenarioschrijver (overleden 1977)
- 1928 - Dan Blocker, Amerikaans acteur (overleden 1972)
- 1928 - Milan Rúfus, Slowaaks dichter en academicus (overleden 2009)
- 1931 - Makoto Shinohara, Japans componist (overleden 2024)
- 1932 - Dini Hobers, Nederlands atlete
- 1936 - Koen Hehenkamp, Nederlands burgemeester
- 1936 - Aarnout Loudon, Nederlands topfunctionaris en politicus (overleden 2021)
- 1936 - Liang-huan Lu, Taiwanees golfer (overleden 2022)
- 1937 - Karel Schwarzenberg, Tsjechisch politicus en diplomaat (overleden 2023)
- 1938 - Jan Sariman, Surinaams politicus (overleden 2000)
- 1938 - Joeri Temirkanov, Russisch dirigent (overleden 2023)
- 1941 - Fionnula Flanagan, Iers actrice
- 1941 - Peter Sarstedt, Brits singer-songwriter (overleden 2017)
- 1941 - Ralph Tavares, Amerikaans zanger (Tavares) (overleden 2021)
- 1946 - Ace Kefford, Brits bassist
- 1946 - Oganes Zanazanjan, Armeens voetballer (overleden 2015)
- 1947 - Jürgen Barth, Duits autocoureur
- 1947 - Maurits Hassankhan, Surinaams politicus en historicus
- 1947 - Philippe Housiaux, Belgisch atleet
- 1947 - Chris Koerts, Nederlands gitarist, componist en muziekproducent (overleden 2022)
- 1947 - Gerard Koerts, Nederlands toetsenist, componist en producer (overleden 2019)
- 1948 - Abu Abbas, Palestijns terrorist (overleden 2004)
- 1950 - John Boozman, Amerikaans politicus
- 1950 - Simon Owen, Nieuw-Zeelands golfer
- 1950 - Johan Toonstra, Nederlands voetballer
- 1952 - Clive Anderson, Brits advocaat en televisie- en radiopresentator
- 1952 - Susan Dey, Amerikaans actrice
- 1953 - Rainer Adrion, Duits voetballer en voetbalcoach
- 1954 - André Borgdorff, Nederlands politicus
- 1954 - Price Cobb, Amerikaans autocoureur
- 1954 - Kristine DeBell, Amerikaans model en actrice
- 1955 - Ana Gabriel, Mexicaans zangeres
- 1956 - Rod Blagojevich, Amerikaans politicus
- 1956 - Jan van Dijk, Nederlands voetballer
- 1956 - Jef Gees, Belgisch atleet
- 1957 - Michael Clarke Duncan, Amerikaans acteur (overleden 2012)
- 1957 - Paul Hardcastle, Brits componist en muzikant
- 1957 - Paul Rüpp, Nederlands burgemeester (overleden 2023)
- 1958 - Pepsi DeMacque, Brits popzangeres (Pepsi & Shirlie)
- 1959 - Mark Aguirre, Amerikaans basketballer
- 1960 - Kenneth Branagh, Brits acteur en regisseur
- 1960 - Hester Macrander, Nederlands cabaretière, theaterregisseur en theatermaker
- 1960 - Roger Raeven, Nederlands voetballer
- 1961 - Gerard Kappert, Nederlands atleet
- 1962 - John de Wolf, Nederlands voetballer
- 1963 - Mieke Stemerdink, Nederlands zangeres
- 1964 - Stef Blok, Nederlands politicus
- 1964 - Wouter Kurpershoek, Nederlands journalist
- 1965 - Alain Hamer, Luxemburgs voetbalscheidsrechter
- 1965 - Joseph Mascis, Amerikaans muzikant
- 1966 - Klaas Drupsteen, Nederlands radio- en televisiepresentator
- 1966 - Hans Jouta, Nederlands beeldhouwer
- 1966 - Natalja Kajoekova, Russisch atlete
- 1966 - Martijn Nieuwerf, Nederlands acteur
- 1967 - Leontine Ruiters, Nederlands televisiepresentatrice
- 1969 - Rune Høydahl, Noors wielrenner en mountainbiker
- 1969 - Richard Rodriguez, Arubaans atleet
- 1969 - Andrew Murphy, Australisch atleet
- 1970 - Sara De Roo, Belgisch actrice
- 1970 - Djamel Haimoudi, Algerijns voetbalscheidsrechter
- 1971 - Alain Van Goethem, Belgisch acteur
- 1972 - Karl Jindrak, Oostenrijks tafeltennisser
- 1972 - Puff Johnson, Amerikaans zangeres (overleden 2013)
- 1972 - Brian Molko, Amerikaans Schots zanger en gitarist
- 1973 - Patrik Berger, Tsjechisch voetballer
- 1973 - Maurice Huismans, Nederlands DJ en producer
- 1973 - Karin Krappen, Nederlands darter
- 1974 - Floor-Renée Masselink, Nederlands actrice (overleden 2025)
- 1974 - Tadahiro Nomura, Japans judoka
- 1974 - Meg White, Amerikaans drummer
- 1975 - Kristel Verbeke, Belgisch zangeres
- 1976 - Shane Byrne, Brits motorcoureur
- 1976 - Fidan Ekiz, Nederlands journaliste
- 1977 - Joaquín Botero, Boliviaans voetballer
- 1977 - Emmanuelle Chriqui, Canadees actrice
- 1977 - Andrea Henkel, Duits biatlete
- 1977 - Róbert Ruck, Hongaars schaker
- 1977 - Simon Thompson, Australisch triatleet
- 1978 - Nicole Hackett, Australisch triatlete
- 1978 - Joseph Mutua, Keniaans atleet
- 1978 - Arjan Vliegenthart, Nederlands politicus
- 1979 - Tatjana Andrianova, Russisch atlete
- 1979 - Steve Cooper, Welsh voetbaltrainer
- 1979 - Sara Mortensen, Frans-Noorse actrice
- 1980 - Sophiane Baghdad, Frans voetballer
- 1980 - Paolo Longo Borghini, Italiaans wielrenner
- 1980 - Alexa Rae, Amerikaans pornoactrice
- 1981 - Ján Ďurica, Slowaaks voetballer
- 1981 - Sanel Jahić, Bosnisch voetballer
- 1981 - Fábio Rochemback, Braziliaans voetballer
- 1982 - Óscar Bagüí, Ecuadoraans voetballer
- 1982 - Fulvio Scola, Italiaans langlaufer
- 1983 - Ze Kalanga, Angolees voetballer
- 1983 - Xavier Samuel, Australisch acteur
- 1984 - Jonas Van Geel, Belgisch acteur
- 1985 - Charlie Adam, Schots voetballer
- 1985 - Julia Müller, Duits hockeyster
- 1985 - Raven-Symoné, Amerikaans actrice en zangeres
- 1986 - Anicka van Emden, Nederlands judoka
- 1986 - Alexis Kubilskis, Belgisch voetballer
- 1986 - Natti Natasha (Natalia Alexandra Gutiérrez Batista), Dominicaans Republikeins zangeres
- 1987 - Sergio Henao, Colombiaans wielrenner
- 1987 - Gonzalo Higuaín, Argentijns voetballer
- 1988 - Wilfried Bony, Ivoriaans voetballer
- 1988 - Mitchell Donald, Nederlands voetballer
- 1988 - Jon Lancaster, Brits autocoureur
- 1988 - Neven Subotić, Servisch voetballer
- 1989 - Rosalind Groenewoud, Canadees freestyleskiester
- 1989 - Genki Omae, Japans voetballer
- 1990 - Pál Joensen, Faeröers zwemmer
- 1990 - Shoya Tomizawa, Japans motorcoureur (overleden 2010)
- 1991 - Kiki Bertens, Nederlands tennisster
- 1991 - Mikael Dyrestam, Zweeds voetballer
- 1991 - Bradden Inman, Engels voetballer
- 1991 - David Komatz, Oostenrijks biatleet
- 1991 - Tommy Oar, Australisch voetballer
- 1991 - Jason Wall, Nederlands voetballer
- 1992 - Marius Kimutai, Keniaans atleet
- 1993 - Philipp Schobesberger, Oostenrijks voetballer
- 1993 - Adrien Thomasson, Frans voetballer
- 1993 - Michael Vanthourenhout, Belgisch veldrijder
- 1993 - Jose Villarreal, Amerikaans voetballer
- 1994 - Alessio Deledda, Italiaans autocoureur
- 1995 - Fredrik Aursnes, Noors voetballer
- 1995 - Marc Stendera, Duits voetballer
- 1996 - Suleiman Abdullahi, Nigeriaans voetballer
- 1996 - Achraf Achaoui, Marokkaans-Belgisch voetballer
- 1996 - Hanneke Oosterwegel, Nederlands atlete
- 1996 - Valentina Sampaio, Braziliaans model
- 1996 - Jonas Vingegaard, Deens wielrenner
- 1997 - Arjun Maini, Indiaas autocoureur
- 1997 - Jorge Sánchez, Mexicaans voetballer
- 1999 - Reiss Nelson, Engels voetballer
- 2000 - Joanna Bækkelund, Noors voetbalster
- 2000 - Filip Delaveris, Noors voetballer
- 2000 - Jeremie Frimpong, Nederlands-Ghanees voetballer
- 2000 - Levent Mercan, Duits-Turks voetballer
- 2000 - Aukje van Seijst, Nederlands voetbalster
- 2000 - Anne van Son, Nederlands voetbalster
- 2002 - Nathan Bitumazala, Frans voetballer
- 2002 - Yeremay Hernández, Spaans voetballer
- 2007 - Kiki Scholten, Nederlands voetbalster
- 2014 - Gabriella van Monaco, Monegaskisch prinses
- 2014 - Jacques van Monaco, Monegaskisch prins

## Overleden

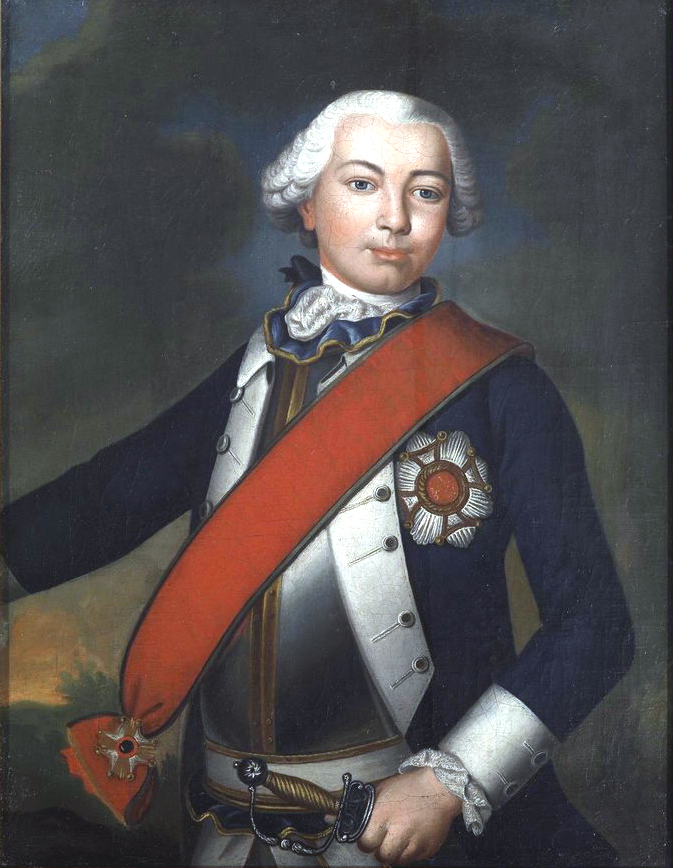
Johan Adolf van Nassau-Usingen,
overleden in 1793

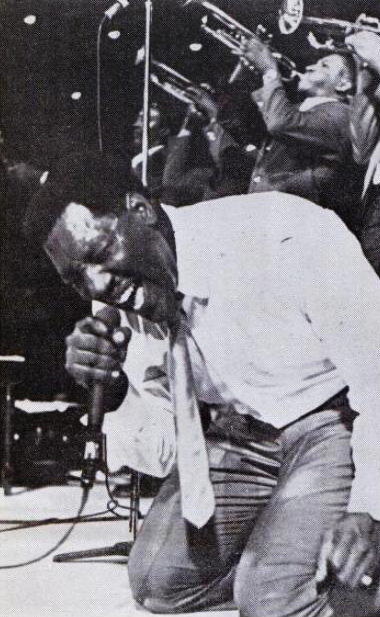
Otis Redding,
overleden in 1967

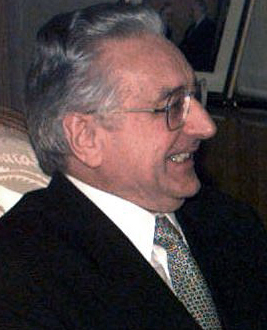
Franjo Tuđman,
overleden in 1999

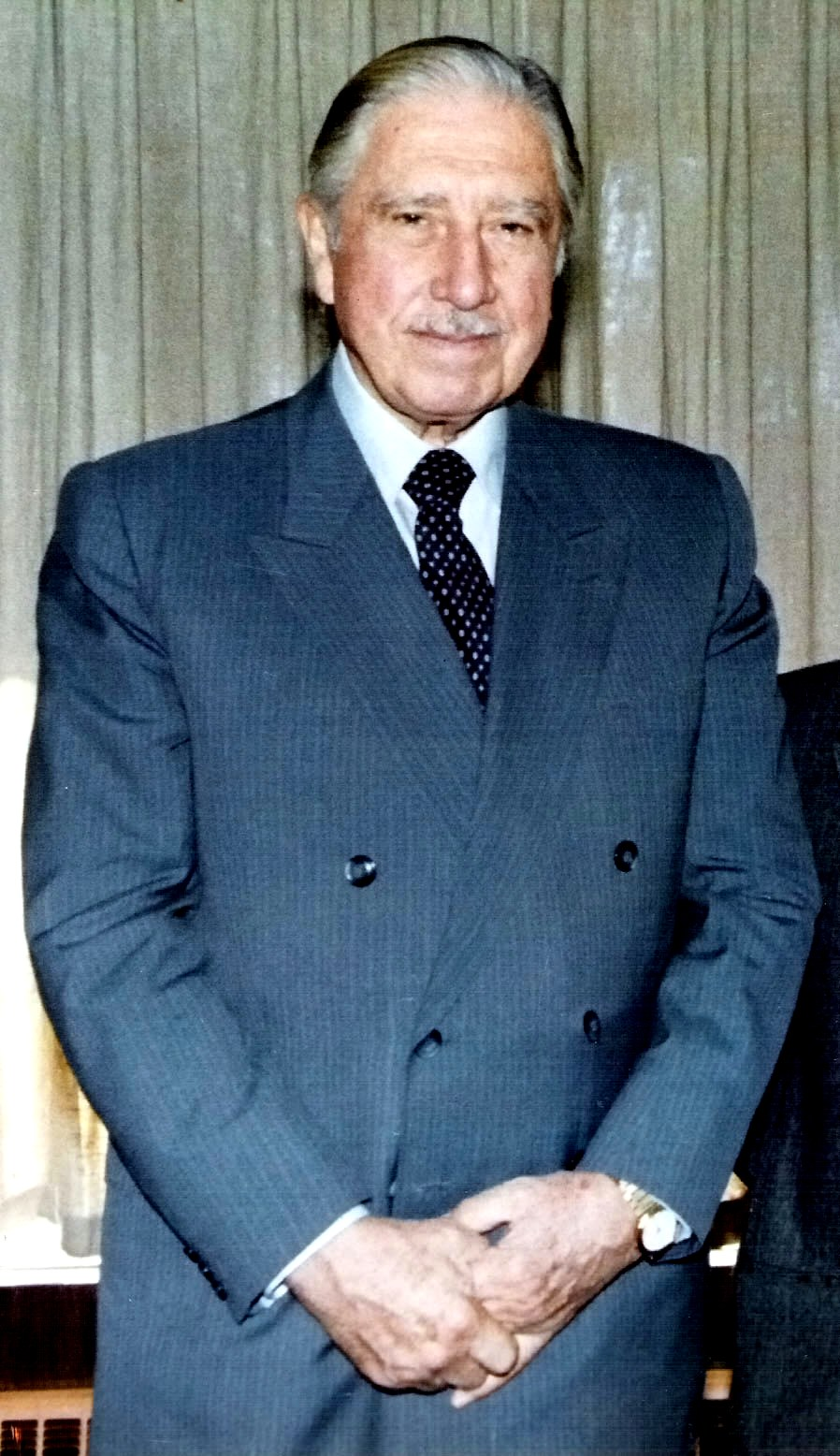
Augusto Pinochet,
overleden in 2006

- 304 - Eulalia van Mérida (12), rooms-katholieke martelares
- 1041 - Michaël IV Paphlagon (31), Byzantijns keizer
- 1081 - Nikephoros III Botaneiates (c. 79), Byzantijns keizer
- 1198 - Averroes (72), Andalusisch filosoof, jurist en arts
- 1475 - Paolo Uccello (78), Italiaans schilder
- 1618 - Giulio Caccini (73), Italiaans componist
- 1774 - Alexander Comrie (65), Schots-Nederlands predikant en theoloog
- 1793 - Johan Adolf van Nassau-Usingen (53), Frans en Pruisisch generaal
- 1865 - Koning Leopold I (74), eerste Koning der Belgen
- 1866 - Roelof Hendrik Graadt Jonckers (61), Nederlands dominee en schrijver
- 1886 - Marco Minghetti (68), Italiaans politicus
- 1889 - Ludwig Anzengruber (50), Oostenrijks schrijver
- 1896 - Alfred Nobel (63), Zweeds uitvinder en industrieel
- 1911 - Joseph Dalton Hooker (94), Brits botanicus
- 1913 - Henrique Pereira de Lucena (78), Braziliaans politicus
- 1916 - Clement Reid (63), Brits geoloog en paleontoloog
- 1917 - Mackenzie Bowell (92), vijfde premier van Canada
- 1926 - Nikola Pašić (80), Servisch premier
- 1927 - Friedrich von Moltke (75), Duits staatsman
- 1928 - Charles Rennie Mackintosh (60), Schots architect en kunstenaar
- 1929 - Frederick Abberline (86), Londens politie-inspecteur
- 1929 - Franz Rosenzweig (43), Duits godsdienstfilosoof
- 1936 - Luigi Pirandello (69), Italiaans schrijver
- 1941 - Colin Kelly (26), Amerikaans militair piloot
- 1959 - Siebe Jan Bouma (60), Nederlands architect
- 1963 - Gunnar Strömstén (78), Fins schaatser
- 1967 - Otis Redding (26), Amerikaans zanger
- 1968 - Karl Barth (82), Zwitsers theoloog
- 1968 - Henry Cowell (68), Amerikaans componist
- 1968 - Maurice Maréchal (atleet) (62), Belgisch atleet
- 1968 - Thomas Merton (53), Frans-Amerikaans monnik (trappist) en auteur
- 1984 - Uuno Pietilä (79), Fins schaatser
- 1987 - Jascha Heifetz (86), Joods-Amerikaans violist
- 1990 - Armand Hammer (92), Amerikaans industrieel en kunstverzamelaar
- 1991 - Peter Hahn (82), Duits-Amerikaans autocoureur
- 1997 - Anatoli Banişevski (51), Sovjet-Azerbeidzjaans voetballer en trainer
- 1999 - Rick Danko (56), Canadees muzikant
- 1999 - Lex Goudsmit (86), Nederlands acteur
- 1999 - Franjo Tuđman (77), Kroatisch president
- 2000 - José Águas (70), Portugees voetballer
- 2000 - Henk Sijthoff (85) Nederlands uitgever
- 2005 - Eugene McCarthy (89), Amerikaans politicus
- 2005 - Richard Pryor (65), Amerikaans acteur en stand-upcomedian
- 2005 - Emiel Van der Veken (85), Belgisch wielrenner
- 2006 - Salvatore Pappalardo (88), Italiaans aartsbisschop van Palermo
- 2006 - Augusto Pinochet (91), Chileens generaal en dictator
- 2007 - Arne Jansen (56), Nederlands zanger
- 2010 - John Fenn (93), Amerikaans scheikundige en nobelprijswinnaar
- 2010 - Braz Paschoalin (62), Braziliaans politicus
- 2010 - Matthew Stewardson (35), Zuid-Afrikaans acteur en presentator
- 2010 - Jacques Swaters (84), Belgisch autocoureur
- 2011 - Vida Jerman (72), Kroatisch actrice
- 2012 - Iajuddin Ahmed (81), Bengaals president
- 2012 - Lisa Della Casa (94), Zwitsers operazangeres
- 2012 - Harry Meek (90), Nederlands beeldend kunstenaar
- 2013 - Jim Hall (83), Amerikaans jazzgitarist, componist en arrangeur
- 2013 - André Loor (82), Surinaams historicus
- 2013 - Rossana Podestà (79), Italiaans actrice
- 2013 - Martijn Teerlinck (26), Belgisch-Nederlands dichter en muzikant
- 2014 - Renilde Hammacher-van den Brande (101), Belgisch kunsthistorica en conservator
- 2014 - Gerard Vianen (70), Nederlands wielrenner
- 2014 - Martin Zijlstra (70), Nederlands politicus
- 2015 - Klaus Baumgartner (77), Zwitsers politicus
- 2015 - Arnold Peralta (26), Hondurees voetballer
- 2016 - Felix Browder (89), Amerikaans wiskundige
- 2016 - Daweli Reinhardt (84), Duits gitarist
- 2017 - Manno Charlemagne (69), Haïtiaans zanger, politicus en activist
- 2017 - Piet Kuiper (83), Nederlands hoogleraar
- 2017 - Charles Green (67), Amerikaanse internetbekendheid
- 2020 - Tom Lister jr. (62), Amerikaans acteur en een professioneel worstelaar
- 2020 - Barbara Windsor (83), Brits actrice
- 2021 - Michael Nesmith (78), Amerikaans muzikant
- 2022 - Jan Hinderink (90), Nederlands geograaf en hoogleraar
- 2023 - David Drake (78), Amerikaans auteur
- 2024 -  Joseph Arens (72), Belgisch politicus
- 2024 - Michael Cole (84), Amerikaans acteur
- 2024 - Lode Wils (95), Belgisch historicus

## Viering/herdenking

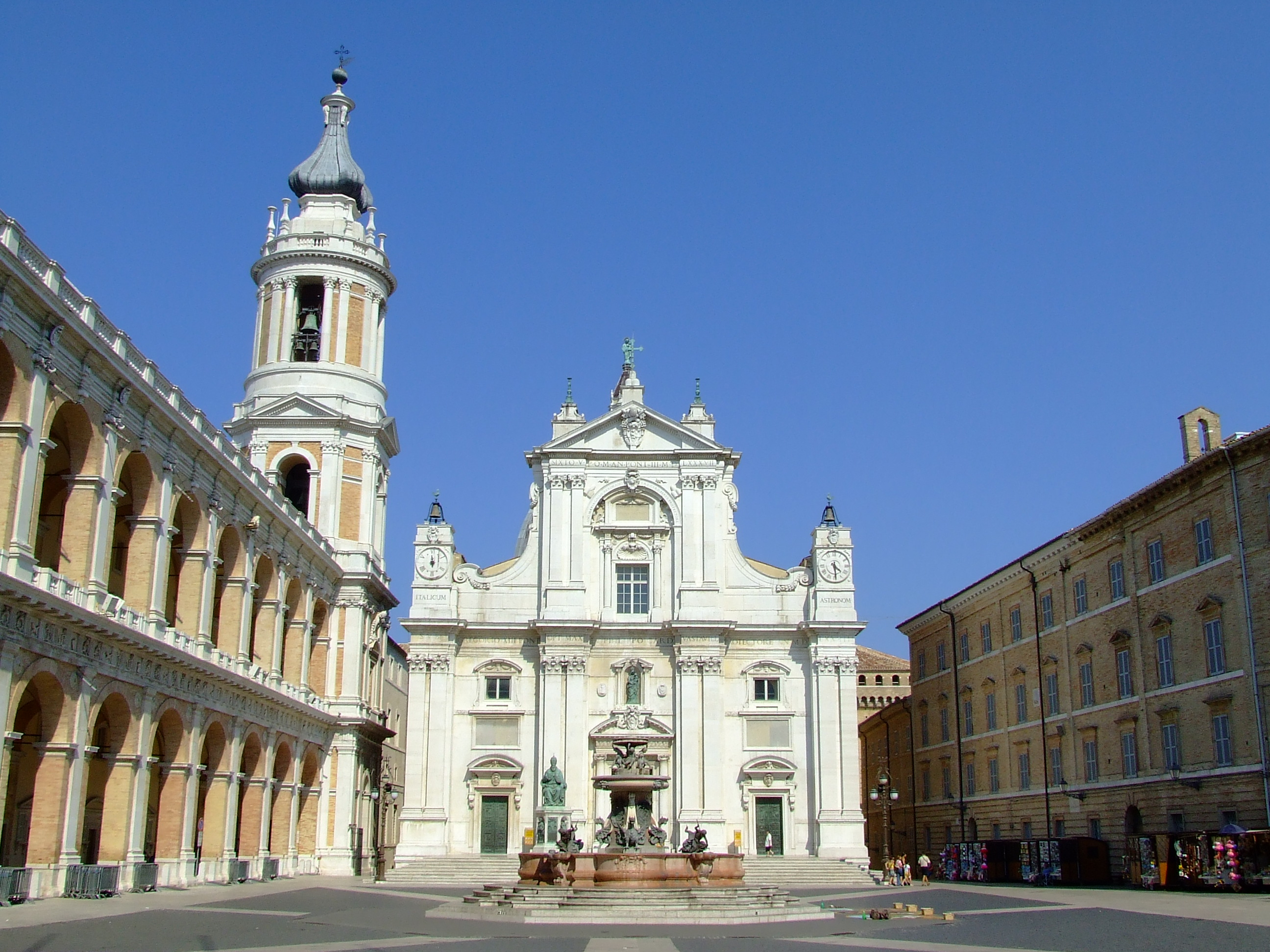
O.L.V. van Loreto

- Internationale Dag van de mensenrechten
- Zweden - Nobelprijs ceremonie, een officiële feestdag.
- Verjaardag Korps Mariniers en herdenking van de gevallenen van het Korps op het Oostplein in Rotterdam.
- Rooms-Katholieke kalender:
  - Onze Lieve Vrouw van Loreto (1294)
  - Heilige Eulalia van Mérida († c. 304)
  - Heilige Witmar (van Centula) († 770)
  - Heilige Melchiades († 314)
  - Heilige Florent(ius) van Carracedo († 1156)
  - Heilige Gregorius III († 741)
  - Heilige Adalman van Beauvais († 844/6)
  - Cornelis Musius (1572)

## Weerextremen

### Nederland
| | Officiële records | Officiële records | Officiële records |      | Landelijke records       | Landelijke records | Landelijke records                                                                       |
| Gebeurtenis | Jaar              | Extreem           | Locatie           | Jaar | Extreem                  | Locatie            |                                                                                          |
| --- | ----------------- | ----------------- | ----------------- | ---- | ------------------------ | ------------------ | ---------------------------------------------------------------------------------------- |
| Laagste etmaalgemiddelde temperatuur (°C) | 1969, 2002        | −6,5              | De Bilt           |      | 1969                     | −8,2               | Gilze-Rijen                                                                              |
| Hoogste etmaalgemiddelde temperatuur (°C) | 1997              | 11,1              | De Bilt           |      | 1915                     | 12,7               | Maastricht                                                                               |
| Laagste minimumtemperatuur (°C) | 1945              | −10,7             | De Bilt           |      | 1969                     | −12,8              | Eindhoven                                                                                |
| Hoogste minimumtemperatuur (°C) | 1997              | 10,1              | De Bilt           |      | 1915                     | 11,1               | Maastricht                                                                               |
| Laagste maximumtemperatuur (°C) | 1969              | −3,3              | De Bilt           |      | 2002                     | −4,8               | Twenthe                                                                                  |
| Hoogste maximumtemperatuur (°C) | 1994              | 13,7              | De Bilt           |      | 1915                     | 14,5               | Maastricht                                                                               |
| Hoogste uurgemiddelde windsnelheid (m/s) | 1908              | 15,4              | De Bilt           |      | 1982                     | 23,1               | IJmuiden                                                                                 |
| Hoogste windstoot (m/s) | 1965              | 23,1              | De Bilt           |      | 1982                     | 34,0               | Vlissingen                                                                               |
| Langste zonneschijnduur (uur) | 1943              | 6,9               | De Bilt           |      | 2003 2005 2008 2013 2015 | 7,0                | Arcen, Eindhoven, Ell, Volkel Vlissingen Volkel Eindhoven, Vlissingen, Volkel Maastricht |
| Langste neerslagduur (uur) | 1939              | 13,2              | De Bilt           |      | 2021                     | 20,9               | Vlissingen                                                                               |
| Hoogste etmaalsom van de neerslag (mm) | 1966              | 18,9              | De Bilt           |      | 1966                     | 35,3               | Maastricht                                                                               |
| Laagste etmaalgemiddelde relatieve vochtigheid (%) | 1991              | 62                | De Bilt           |      | 1991                     | 53                 | Soesterberg                                                                              |
| Laagste uurwaarde luchtdruk op zeeniveau (hPa) | 2017              | 969,2             | De Bilt           |      | 1965                     | 961,5              | Leeuwarden                                                                               |
| Hoogste uurwaarde luchtdruk op zeeniveau (hPa) | 2005              | 1042,9            | De Bilt           |      | 1991 2005                | 1043,3             | Eelde Volkel                                                                             |
| Officiële records worden altijd gemeten op het KNMI-weerstation in De Bilt. Landelijke records kunnen worden gemeten op elk officieel KNMI-weerstation in Nederland. |                   |                   |                   |      |                          |                    |                                                                                          |

Uitzonderlijke gebeurtenissen
- 1965 - Landelijk maandrecord laagste uurwaarde luchtdruk op zeeniveau in hPa van december gemeten in Leeuwarden: 961,5
- 1988 - Officieel hoogste minimumtemperatuur in °C van december dit jaar gemeten in De Bilt: 9,3
- 1991 - Officieel laagste minimumtemperatuur in °C van december dit jaar gemeten in De Bilt: −4,3
- 1997 - Officieel hoogste minimumtemperatuur in °C van december dit jaar gemeten in De Bilt: 10,1
- 2002 - Officieel laagste minimumtemperatuur in °C van het jaar gemeten in De Bilt: −8,7
- 2002 - Officieel laagste minimumtemperatuur in °C van december dit jaar gemeten in De Bilt: −8,7
- 2003 - Officieel laagste minimumtemperatuur in °C van december dit jaar gemeten in De Bilt: −7,3
- 2009 - Officieel hoogste minimumtemperatuur in °C van december dit jaar gemeten in De Bilt: 8,7
- 2023 - Landelijk laagste etmaalgemiddelde relatieve vochtigheid in % van december dit jaar gemeten in Ell: 64 (voorlopig)

### België
Dagrecords
- 1879 - Laagste etmaalgemiddelde temperatuur −8,4 °C
- 1856 - Hoogste etmaalgemiddelde temperatuur 12 °C
- 1879 - Laagste minimumtemperatuur −11,8 °C
- 1915 - Hoogste maximumtemperatuur 14,9 °C
- 1897 en 1966 - Hoogste etmaalsom van de neerslag 14,5 mm

Uitzonderlijke gebeurtenissen
- 1967 - In Koksijde ligt tot 11 cm sneeuw.
- 1979 - Warmste december-decade van de eeuw met gemiddelde temperatuur van 10,5 °C in Ukkel.
- 2000 - Rukwinden tot 112 km/h in Saint-Hubert, 119 km/h in Gosselies en 122 km/h in Bierset (Grâce-Hollogne).

<< · 1 · 2 · 3 · 4 · 5 · 6 · 7 · 8 · 9 · 10 · 11 · 12 · 13 · 14 · 15 · 16 · 17 · 18 · 19 · 20 · 21 · 22 · 23 · 24 · 25 · 26 · 27 · 28 · 29 · 30 · 31 · >>